# En drillepind
|  | Denne artikel er oprettet af botten Steenthbot ud fra en ekstern database. Den kan derfor have sproglige fejl eller mangler. Denne skabelon kan fjernes efter kontrol af indholdet. |

En drillepind er en dansk børnefilm fra 1950 instrueret af Holger Jensen.

## Handling
Kort scene fra "Tak for sidst" (Holger Jensen, 1950), klippet sammen til en underholdningsfilm beregnet til børn under syv år. Børnene leger i gården, Mads driller pigerne).